# Jozef Fillo
Jozef Fillo (* 7. dubna 1945 Trenčianske Teplice) je bývalý slovenský fotbalista, obránce, reprezentant Československa. Po skončení aktivní kariéry působil jako trenér.

## Fotbalová kariéra
Za československou reprezentaci odehrál roku 1964 jeden zápas (přátelské utkání s Jugoslávií), dvakrát startoval též v reprezentačním B mužstvu a jednou v juniorské reprezentaci. V československé lize nastoupil ve 102 utkáních a dal 2 góly. Hrál za Slovan Bratislava (1963–1972), s nímž získal roku 1970 mistrovský titul, roku 1968 československý pohár a především v sezóně 1968/69 Pohár vítězů pohárů. V Poháru mistrů evropských zemí nastoupil v 1 utkání a v Poháru vítězů pohárů v 10 utkáních.

## Ligová bilance
| Ročník                                   | Zápasy | Góly | Minuty | Klub              |
| ---------------------------------------- | ------ | ---- | ------ | ----------------- |
| 1. československá fotbalová liga 1963/64 | 20     | 0    | 1 800  | Slovan Bratislava |
| 1. československá fotbalová liga 1964/65 | 22     | 0    | 1 980  | Slovan Bratislava |
| 1. československá fotbalová liga 1965/66 | 12     | 0    | 1 080  | Slovan Bratislava |
| 1. československá fotbalová liga 1966/67 | 8      | 0    | 720    | Slovan Bratislava |
| 1. československá fotbalová liga 1967/68 | 8      | 0    | 720    | Slovan Bratislava |
| 1. československá fotbalová liga 1968/69 | 11     | 0    | 850    | Slovan Bratislava |
| 1. československá fotbalová liga 1969/70 | 16     | 1    | 1 373  | Slovan Bratislava |
| 1. československá fotbalová liga 1970/71 | 5      | 1    | 347    | Slovan Bratislava |
| 1. československá fotbalová liga 1971/72 | 1      | 0    | 45     | Slovan Bratislava |
| CELKEM 1. liga                           | 103    | 2    | 8 915  |                   |